# Омарбеков, Талас Омарбекович
Тала́с Омарбе́кович Омарбе́ков (1948, Жамбыл, Джамбулская область — 6 декабря 2021, Алма-Ата) — историк, учёный, педагог, доктор исторических наук, профессор, общественный деятель РК, почётный гражданин Байзакского района.

## Биография
Родился 29 мая 1948 года в ауле Акжар Байзакского района Жамбылской области.
С 1967 по 1971 Талас Омарбекович учился на историческом факультете КазНПУ им. Абая.
В 1994 году защитил докторскую диссертацию на тему «Лишение собственности и насильственная коллективизация казахских крестьян».
В 2015 году согласно решению Независимого агентства аккредитации и рейтинга (НААР) включен в тридцатку лучших представителей профессорско-преподавательского состава Казахстана.

## Трудовая деятельность
- 1971—1972 — преподаватель истории средней школы имени М. Горького Джуалинского района Жамбылской области
- 1972—1974 — учитель истории в средней школе имени Чапаева г. Свердловского района Жамбылской области
- 1974—1975 — завуч по учебной работе в средней школе имени Чапаева
- 1975—1977 — инструктор организационного отдела Свердловского районного комитета партии
- 1977—1980 — аспирант КазПИ имени Абая
- 1980—1989 — преподаватель, старший преподаватель, доцент кафедры истории КПСС КазПИ имени Абая
- 1989 — старший научный сотрудник в Институте истории партии при ЦК Компартии Казахстана
- 1991—1992 — эксперт государственной комиссии при Верховном Совете Республики Казахстан
- 1994—1995 — заведующий кафедрой истории Казахстана Алма-Атинского института инженеров железнодорожного транспорта
- 1995 — заведующий кафедрой истории и политологии ИПК КазГУ
- 1995—1999 — заведующий отделом журнала «Акикат»
- 2001—2011 — заведующий кафедрой древней и средневековой истории Казахстана КазНУ имени Аль-Фараби
- 2011—2016 — заведующий кафедрой истории Казахстана КазНУ имени Аль-Фараби
- 2016 — профессор кафедры истории Казахстана КазНУ имени Аль-Фараби

## Научная деятельность
Автор 800 научных трудов, 30 монографий, 20 учебников и учебных пособий. Под его научным руководством защищено 34 кандидатских, 7 докторских и 3 PhD диссертаций
- Қазақстан тарихы: этникалық зерттеулер. Арғын Алаш 2011 — г. 425 — стр.
- Қазақстан тарихы: этникалық зерттеулер. Керейт Алаш 2011 — г. 367 — стр.
- «Қазақ ру-тайпаларының тарихы». Арғын. IХ том. Бірінші кітап. Екінші басылым. «Мәдени мүра» бағдарлама бойынша. — Алматы: 2011. — с.101-143; 143—213; 213—251. 434 б Атамура 2011 — г. 9 — стр.
- Қазақ халқының этнотерриториясының қалыптасуының мәселелері «Қазақ университеті» 2015 — г.135 — стр.
- Ұлт мұраты Қазақстан Республикасының Ұлттық музейі 2014 — г. 9 — стр. КАЗАХСТАН
- Орталық Азия көшпелілері өркениетінің тарихы 1 том «Қазақ университет» 2015 — г. 380 — стр.
- Орталық Азия көшпелілері өркениетінің тарихы. 2- том .Алматы , Қазақ университеті 2016 «Қазақ университеті» 2015 — г. 452 — стр
- Орталық Азия халықтары: табиғат пен қоғамның өзара байланыстары «Қазақ университеті» 2015 — г. 452 — стр.
- Взаимодействие природы и общества в кочевой цивилизиции народов Центральной Азии «Қазақ университеті» 2015 — г. 170 — стр.
- Қазақстан (Қазақ елі) тарихы: 4 кітаптан тұратын оқулық. Қазақстан аумағы б.з.б. мыңжылдықтардан ХІІІ ғасырдың басына дейінгі дәуірлерде. 1-кітап «Қазақ университеті» 2016 — г.310 — стр.
- Қазақ түркілерінің мемлекеттілігі: ұлыстар, қағанаттар мен хандықтар баяны. «Қазақ университеті» 2015 — г. 192 — стр.
- Қазақ халқының этнотерриториясының қалыптасуының мәселелері. «Қазақ университеті» 2015 — г. 135 — стр.
- Қазақ хандары «Эксклюзив КА» 2015 — г. 180 — стр.
- Қазақ халқының этнотерриториясының қалыптасуының мәселелері «Қазақ университеті» 2015 — г. 135 — стр.
- Қазақстан (Қазақ елі) тарихы. «Қазақ университеті» 2016 — г. 310 — стр.
- Қазақстан (Қазақ елі) тарихы. Қазақстан отаршылдық және тоталитарлық жүйелер қыспағында. 3 кітап. Оқулық. Алматы, Қазақ университеті. 2016. ҚРБжҒМ бекіткен.456 б. «Қазақ университеті» 2016 — г. 20 — стр.
- История Казахстана (XVIII в. — 1914 г.). Учебник для 8 кл. общеобразоват. шк. — 4-е изд., перераб., доп. Издательство «Мектеп» 2016 — г. 341 — стр.
- Практикум по истории казахского народа «Қазақ университеті» 2017 — г. 7 — стр. и др.

## Награды и звания
1. Доктор исторических наук (1994)
2. Профессор (1996)
3. Академик Академии социальных наук РК
4. Лучший преподаватель МОН РК (2009)
5. Орден «Курмет» (2009)
6. Нагрудный знак «За заслуги в развитии науки в РК» (2011)
7. Серебряная медаль «Аль-Фараби» (2015)
8. Юбилейная медаль «Қазақ хандығына 550жыл» (2015)
9. Нагрудный знак «Алаш арыстарың ізбасарлары» (2017)
10. Почетный гражданин Байзакского района